# 桂林博物馆
桂林博物馆位于广西桂林市秀峰区西山路4号，是一所大型综合性博物馆。

## 历史
1963年开始筹备，1986年11月建成开放，馆名由郭沫若题写。2010年于临桂区开建新馆，2014年3月竣工，2016年12月开馆试运行,2017年5月18日正式开馆。现为国家一级博物馆。
现有“桂林历史文物陈列”、“广西少数民族民俗陈列”、“国际友人礼品陈列”、“明清瓷器展览”四个固定展馆。

## 画廊
- 明万历蓝釉堆粉鹭鸶青莲图梅瓶
- 青花鱼藻图梅瓶
- 明万历青花四爱图梅瓶